# Спомен-музеј Иве Андрића
Спомен-музеј Иве Андрића се налази у саставу Музеја града Београда и отворен је 1976. године у стану на Андрићевом венцу 8, у коме је писац живео са супругом Милицом Бабић од 1958. године. Музеј одржава Задужбина Иве Андрића.
Сачувани су аутентични распоред и изглед улазног хола, салона и Андрићеве радне собе, а некадашње две спаваће собе преуређене су у изложбени простор где је отворена стална поставка која разноврсним експонатима представља Андрићев животни пут и маркантне тачке његове стваралачке биографије. Поред репрезентативних докумената (индекси, пасоши, плакете, дипломе, Нобелова плакета и медаља, Вукова награда, почасни докторати) и фотографија, у изложбеној поставци могу се видети и оригинални рукописи Андрићевих дела, писма, издања његових књига на разним језицима, као и неки пишчеви лични предмети.
Андрићева лична библиотека која се највећим делом налази у радном кабинету, садржи 4502 књиге, музеолошки је обрађена и библиотечки описана. У току је обиман посао преношења Андрићевих маргиналија и прибелешки у електронску форму. Ова грађа се уноси у базу података и биће могуће претраживање према различитим критеријумима.